# Steghose

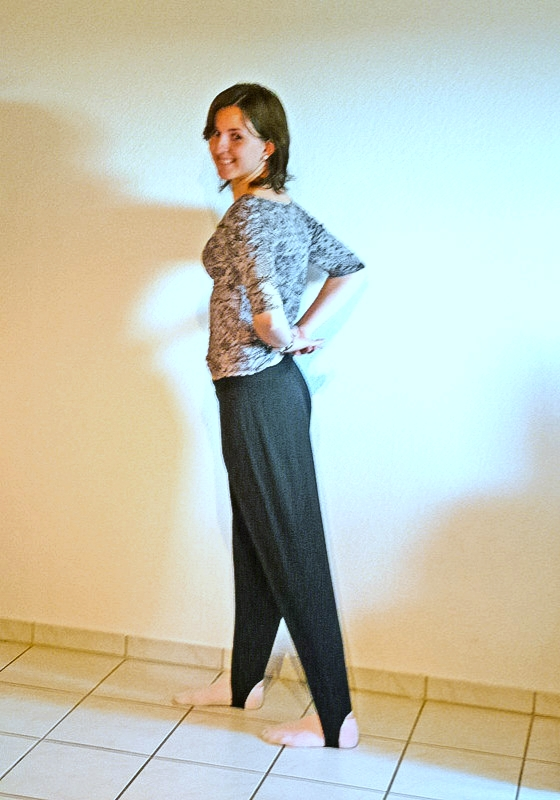
Steghose aus den 2000er Jahren

Die Steghose, auch Keilhose genannt, ist eine Hose mit einem Fersenband an jedem Beinende, dem sogenannten Steg, das die Hose gespannt hält und ein Hochrutschen des Hosenbeins beim Tragen verhindert. Ursprünglich wurden Uniformhosen mit einem Steg versehen.
In den 1930er Jahren wurde die Steghose auch als Sport- und Freizeithose (besonders als Skihose) entdeckt, was mit der Einführung hochelastischer Stoffe einherging. Heute wird die Steghose fast ausschließlich als Damenhose getragen – zuletzt in Mode in den 1980er Jahren.
Bei den Gebirgsjägern der Bundeswehr wurde zur grauen Uniform die Kniehose mit Wadenstrümpfen durch die Steghose ersetzt. 